# 三峰山 (丹沢)
三峰山（みつみねさん）とは丹沢山地東部、大山の北に位置する標高935mの山。北峰、中峰、南峰から成る。丹沢山北東の丹沢三峰（東峰、中峰、西峰）と区別するために大山三峰山（おおやまみつみねやま）と呼ばれることも多い。
標高は1000mに満たず、丹沢山地ではやや低い山であるが、地形が急峻で痩せ尾根やハシゴ、クサリ場などが多いので変化に富んだ登山を楽しめる。しかし、この急峻な地形から毎年のように滑落事故が起こっているので、登山経験者以外は単独行動をなるべく避け、グループ行動をとった方が良い。

## 登山道
小田急本厚木駅からバスで30分程の煤ヶ谷（すすがや）からの登るのが一般的。煤ヶ谷登山口から山頂までは約3時間の行程である。